# Калді

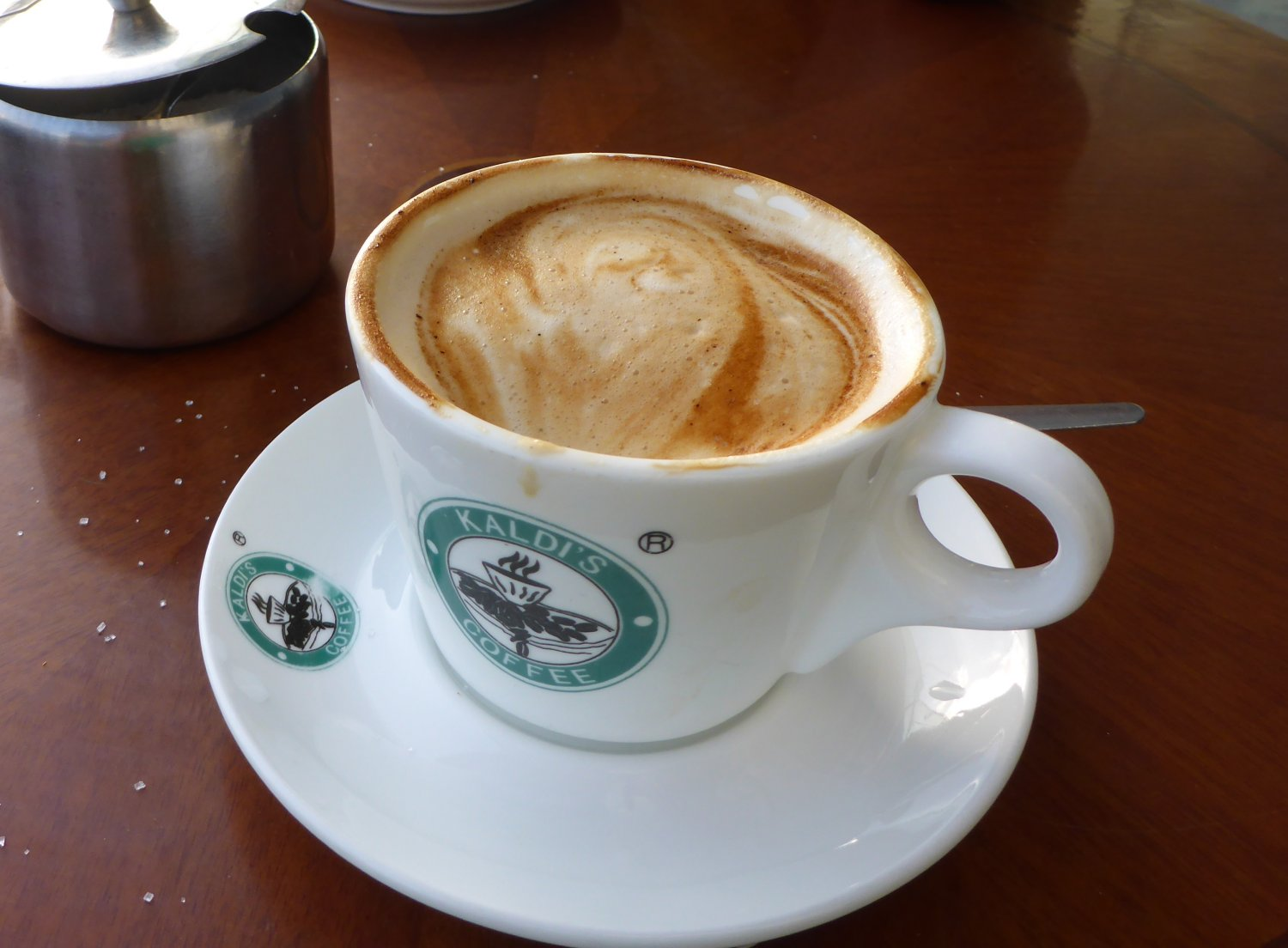
Філіжанка кави з лого ефіопської мережі «Kaldi's coffee»

Калді, Халід — легендарний винахідник кави, ефіопський пастух, що звернув увагу на дивну поведінку кіз, що скуштували листя кавового дерева.
Легенда датує життя Калді IX сторіччям.
Розширена версія легенди розповідає, що здивований поведінкою кіз пастух відніс ягоди дивного дерева суфію, який мешкав у монастирі недалеко від місця знахідки. Той не схвалив відкриття Калді і кинув ягоди у вогонь. Але приємний аромат спалених ягід вразив ченця, і той наважився приготувати із засмаженого насіння напій — майбутню каву.
Швидше за все легенда про Калді є штучно створеним міфом. Його автором вважають мароніта Антоніо Найроне, який у XVII сторіччі викладав східні мови у Римі та Парижі і став автором одного з перших друкованих трактатів, присвячених каві, — De Saluberrima potione Cahue seu Cafe nuncupata Discurscus (1671).
Завдяки легенді ім'я Калді часто використовують кав'ярні і кавові компанії в усьому світі, а в Ефіопії таку назву має одна з найбільших мереж кав'ярень.